# カンポディピエトラ
カンポディピエトラ（イタリア語: Campodipietra）は、イタリア共和国モリーゼ州カンポバッソ県にある、人口約2,500人の基礎自治体（コムーネ）。

## 地理

### 位置・広がり

#### 隣接コムーネ
隣接するコムーネは以下の通り。
- カンポバッソ
- フェッラッツァーノ
- ジルドーネ
- イェルシ
- サン・ジョヴァンニ・イン・ガルド
- トーロ